# Hans Truttwin
Hans Emil Anton Truttwin (geboren am 23. November 1891 in Zawiercie, Polen; gestorben 1970 oder danach) war ein Chemiker und Hochschullehrer. 

## Wirken
Nach dem Schulbesuch studierte er an der Technischen Hochschule Dresden und promovierte 1914 an der Technischen Hochschule Berlin zum Dr.-Ing. 1932 wurde er Dozent an der Deutschen Karlsuniversität in Prag. 1941 wechselte er an die Universität Wien und 1942 an die Deutsche Technische Hochschule in Prag.
Er war seit 1. April 1939 Mitglied der NSDAP (Mitglieds-Nr. 7.188.091). 
Nach Ende des Zweiten Weltkrieges 1945 wurde ihm auf Antrag als gebürtigem Polen der Verbleib in der wiedergegründeten Tschechoslowakei gestattet. Erst später stellte sich seine Nähe zum deutschen Nationalsozialismus heraus. Er unternahm mehrere Studienreisen und kehrte nicht wieder in die Tschechoslowakei zurück. 1970 lebte er in Konstanz.

## Schriften (Auswahl)
- Über Umlagerungs-Reaktionen bei Arylamiden der m-Nitrobenzolsulfonsäure. Charlottenburg 1914.
- (mit R. Hauschka): Enzyklopädie der Küpenfarbstoffe. Berlin 1920.
- Grundriss der kosmetischen Chemie. Braunschweig 1930.
- Die chemisch-pharmazeutische Fabrik. Halle 1941.
- Medizin, Chemie und Krebs. 1942.